# 도신영
도신영은 대한민국의 가수이다.
현재 거주지는 대전광역시이다.

## 학력
- 완산여자고등학교 졸업

## 수상
- 1994년 KBS 전국 노래자랑 연말결선 대상 수상

## 데뷔
- 1995년 1집 앨범 "굴레 / 꼭 있어야 할 사람"

## 음반
- 2009년 청춘열차
- 2007년 떠날꺼야
- 2005년 바람둥이 / 사랑의 공식
- 1995년 굴레 /  꼭 있어야 할 사람